# Neolophonotus lindneri
Neolophonotus lindneri là một loài ruồi trong họ Asilidae. Neolophonotus lindneri được Londt miêu tả năm 1988. Loài này phân bố ở vùng nhiệt đới châu Phi.